# 運河

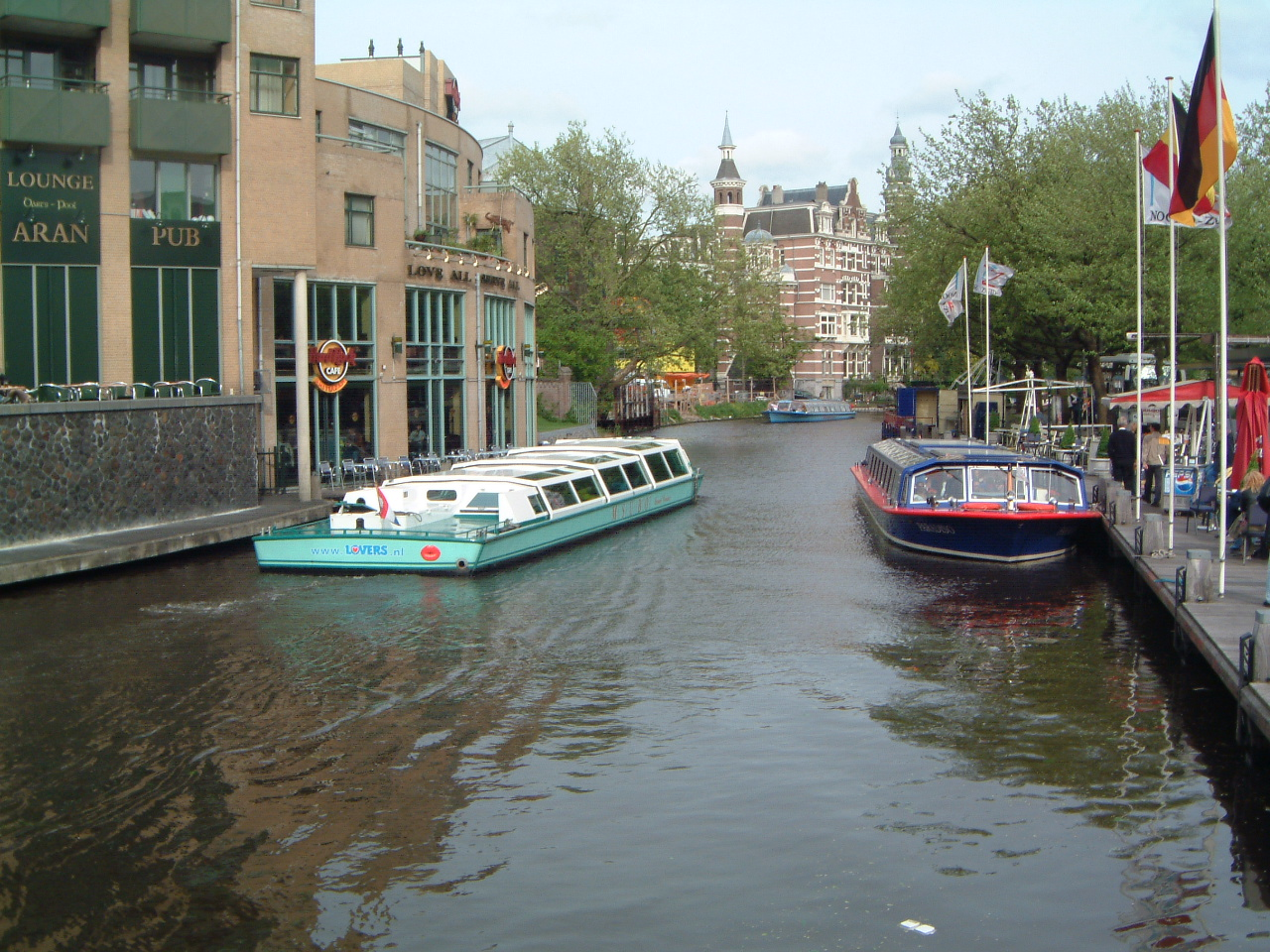
アムステルダムの運河

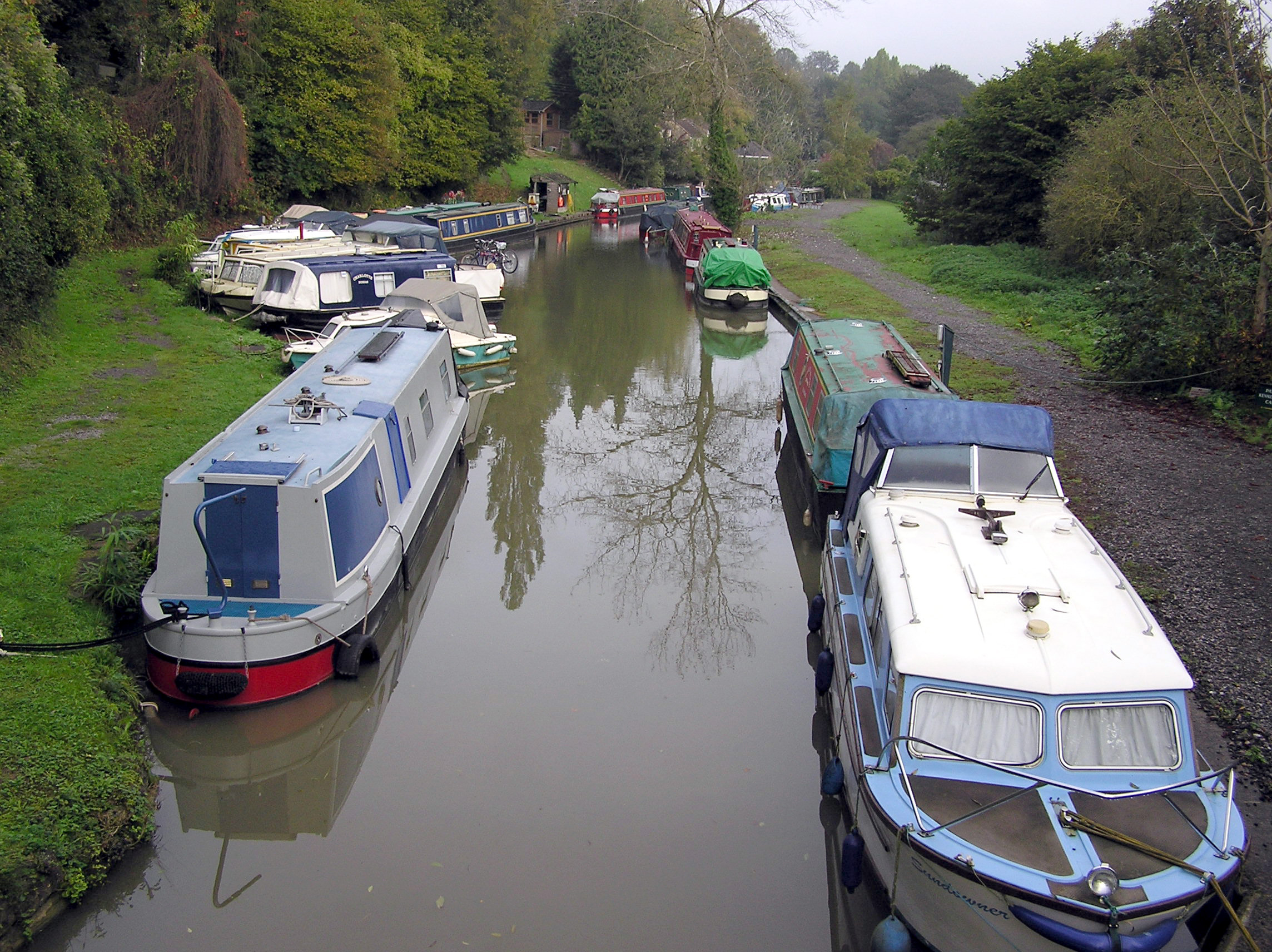
イギリスのサマセット石炭運河

運河（うんが、英語: Canal）とは、船舶の移動のために人工的に造られた水路であり、河川・湖沼を利用しているものもある。鉄道同様経路中に、橋梁や隧道なども見られる。産業革命以前は船舶を騾馬などが牽引したため、経路に沿って曳舟道（トウパス、towpath、船曳道、牽引路）が設けられている。

## 概要

### 長距離運河
運河には河川湖沼を連絡する内陸運河と海洋間あるいは海洋と内陸水路とを連絡する海路運河がある。半島を横断する運河としてキール運河、地峡（陸の狭窄部）を横断する運河としてスエズ運河やパナマ運河がある。海路運河のうち国際条約で原則として自由航行が認められている運河は国際運河と呼ばれる。また、内陸運河には河川間を結び水路網を広げるものと、河川に並行して、または河川の通航困難な場所をバイパスを作り、既存の河川水運を改善するものの2つの種類が存在する。
また、海をつなぐものや内陸を走るもののほかに、海岸線に沿って走る沿岸運河も存在する。このような運河が建設されたのは、沿岸近くは風向きが変わりやすく海流や地形が複雑なうえ河口から流れ込む水流の影響もあり、船舶の航行が困難な海域であるため、そこを通らず内水面のみで沿岸域をつなぐためである。こうした沿岸運河は、海岸砂州と陸地の間に広がっている細長い水域を利用して建設されることも多い。アメリカのメキシコ湾岸と大西洋岸には、海峡や湾などを運河でつなぎ、外洋に出ることなく沿岸部を航行することができる沿岸内水路がそれぞれ整備されている。マダガスカル東部のインド洋沿岸には、パンガラン運河と呼ばれる全長700㎞に及ぶ潟湖を利用した運河が続いており、輸送や観光に利用されている。
ヨーロッパでは各地に運河が張り巡らされており、大切な交通手段として利用されるとともに、人気のあるレジャーのひとつともなっている。運河をめぐるヨーロッパ各国の概況だが、フランスでは運河を回るだけでほぼ一周することができるとされる。一方、イギリスにも多数の運河が存在するが、これらは産業革命時代に馬車に代わる大量輸送手段として盛んに建設された（運河時代）もので、陶器メーカーのウェッジウッドが馬車輸送による陶器の破損を避けるために製品輸送用の運河を造った例などが有名である。イギリスの運河は幅の狭いものが多かったため、ナロウボートと呼ばれる独特の小さな船を多用した。現代史においては、ドイツでは東西に分裂していた時代、西ドイツの航空機が東ドイツ領に囲まれた飛び地である西ベルリンに到達することが容易ではなかった状況などから、西側からの生活物資の大半がハノーファーから運河で運ばれ、貴重な物流網を成していた。

### 都市運河その他
上記のような遠隔地間を結ぶ運河のほか、海岸や河川沿いに位置する都市の多くは市内に運河を建設しており、交通や物資輸送に大きな役割を果たしていた。網の目のように市内に運河を張り巡らせている都市も多く、なかでもヴェネツィアやアムステルダムなどは運河網がとくに発達していた。こうした都市運河は工業化の進展とともに鉄道や道路輸送にとってかわられることが多く、埋め立てられたり運河としての役目を終えたところが少なくないが、先述のヴェネツィアやアムステルダムなどいくつかの都市においては現在でもその運河網が現存し活用されている。日本においても江戸や大坂をはじめとして多くの都市に掘割などの運河網が張り巡らされていたが、明治以後陸上交通に重心が移行するに従い多くが埋め立てられた。
このほか、運河は干拓にも利用されることがある。オランダにおいては11世紀ごろから泥炭地の干拓が進むが、これは泥炭地に排水路を張り巡らして水抜きを行い、残った水路はそのまま運河として輸送路や排水に利用するものだった。泥炭地のほか、海の干拓においても運河は重要な役割を果たし、排水用の風車と運河の組み合わされた光景はオランダの風物詩ともなっている。また、交通用のほかに灌漑などの用水としての機能など、別の機能も併せ持つものも近代以降多く作られ、これらを疏水（疎水）と称することもある。

### 運河と船型
各運河は閘門の大きさや運河の幅、深さなどによってそれぞれ通行可能な船の最大サイズが違ってくる。特に重要な運河の場合、その運河を通航できるサイズがそのまま標準の船型となることがある。特に重要な運河通航による船型は3つあり、最も小さいものはカナダのセントローレンス海路を通航できるシーウェイマックス（全長226 m、幅24 m、喫水7.92 m）である。次に小さいものはパナマ運河を通航できるパナマックス（全長366m、全幅49m、喫水15.2m、最大高57.91m）である。最大のものはスエズ運河を通航できるスエズマックスであり、喫水20m、幅50mまでとなる。また、スエズ運河にはスエズ運河橋が存在するため高さも条件に入る。一方で、閘門がないため長さは条件とはならない。こうした制限は大型船舶が航行するうえでの障害となり、とくに運河のサイズの小さいセントローレンス海路やパナマ運河において深刻である。最も小さいセントローレンス海路においては世界中の洋上用船舶のわずか10%のみしか航行できないとされる。またパナマ運河においても超大型タンカーや、最大級のコンテナ船は航行できないが、この両船種は効率上の要請から近年大型化が著しく、パナマ運河を航行できない船舶は増加する一方となっている。これを受け、パナマ運河では拡張工事が行われることとなり、これが2016年4月に完成予定であったが、ストライキやコスト超過に関するトラブルの影響で何度か延期され、2016年6月26日に開通した。この拡張後には、パナマ運河を通航できる船舶の最大値は 約 5,000 TEU から 12,000 TEU となり、新パナマックスは以下の通りになった。
- 全長：366m（+72m）
- 全幅：49m（+17m）
- 喫水：15.2m（+3m）
- 最大高：57.91m（旧パナマックスと変わらず）

## 特徴

### 水位差の調整

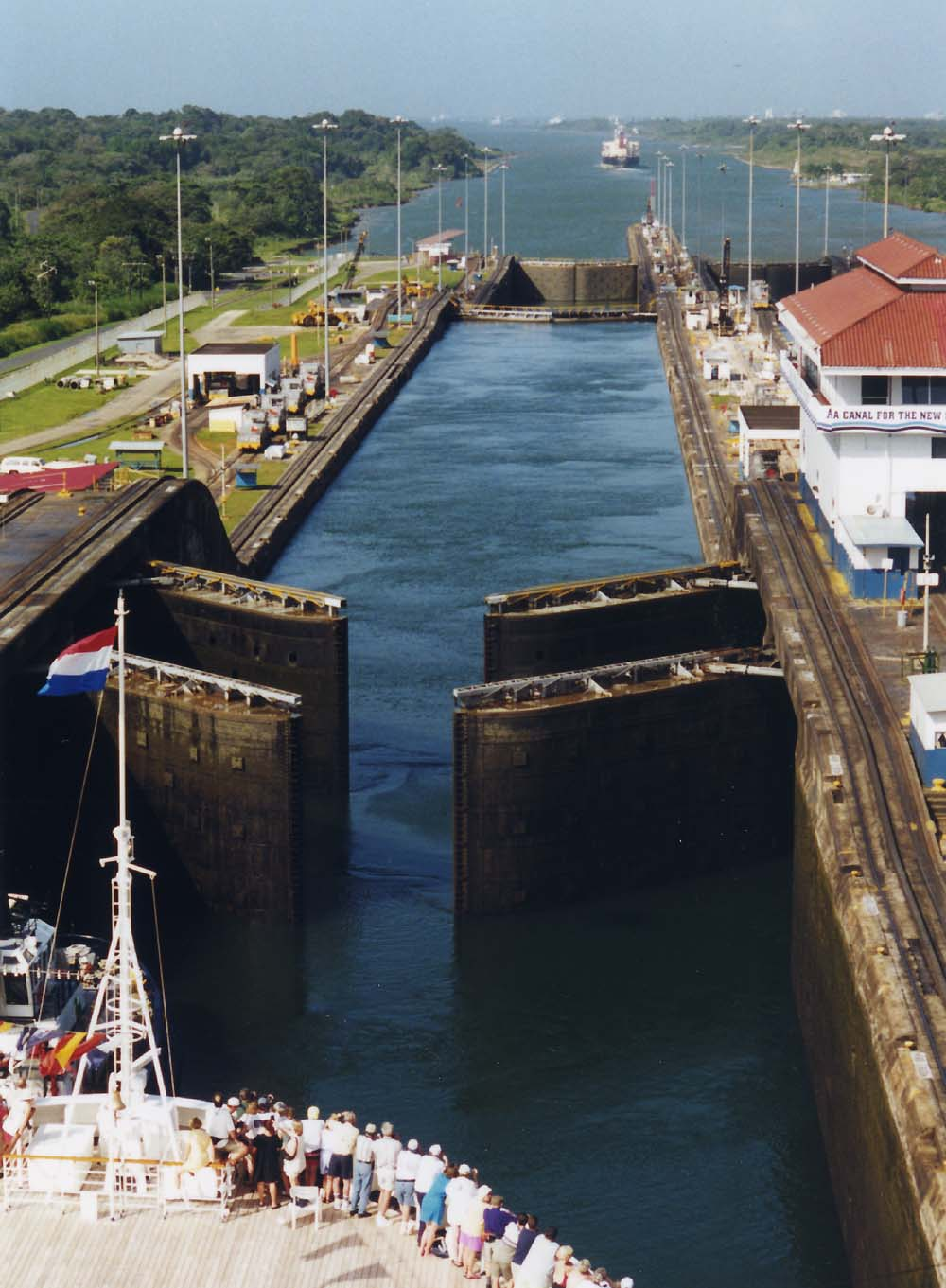
パナマ運河の閘門

運河には、標高差のない2点を結ぶ水平式運河と、標高差のある地点を結ぶ、あるいは途中で標高の高い地点を超える運河の2つの種類が存在する。標高に差のある地形に運河を建設する場合、水位の高低差を調整する仕組みが必要になる。この仕組みとして、閘門、インクライン、ボートリフトなどがある。標高差を吸収する仕組みとして最も一般的なものは閘門であり、そのためこのタイプの運河のことを閘門式運河と呼ぶこともある。
水平式運河においては当然閘門は存在せず、閘門式運河に対してより簡易に船舶を航行させることができる。しかし水位に差をもたせずに高低差を吸収するため、運河橋により低地（低地にある他の運河を含む）の上を渡ったり、運河トンネルを掘って山地をくぐることもある。
運河が閘門式になるか水平式になるかは、建設の際にかかるコストによって異なってくる。全く高低差のない地形であれば当然水平式運河が採用されるが、高低差が存在する場合、山を切り開いて運河を開削したり、運河橋や運河トンネルなどを建設するには莫大な費用が掛かるため、それよりも閘門を連続させたり、水平に進めるところまで水平に建設しておいて船舶昇降機などで一気に高低差を吸収する方が総合的なコストが安く上がる場合があるからである。一方で、閘門を操作するコストは船舶が通行するごとにかかり、また当然ながら閘門の操作は船舶の航行の障害となるため、通行量の多い運河ほど水平式にしたほうが利点が大きくなる。この典型的な例がパナマ運河である。パナマ運河はフェルディナン・ド・レセップスによる計画時には水平式運河であったが、当時の技術力では水平式運河を建設することができず、閘門式の運河となった。しかし通行量の増大によってパナマ運河の容量に限界が訪れたため、第二パナマ運河計画やニカラグア運河計画といった水平式の運河建設計画が次々と持ち上がった。しかし中米地峡の地形は水平式運河を建設するにはいまだ厳しく、結局パナマ政府は既存の閘門式運河を改良することとなった。

#### 閘門
閘門（こうもん）とは、高低差のある水路を閘室と呼ばれる領域に仕切り、船を昇降させる装置のことである。閘室は、水路の前後に開閉可能な扉を有している。まず、その一方のみの扉を開けて船を閘室に導く。つぎにその扉を閉じ、他方の扉側の導水路の開閉によって水位を上昇または下降させる。そして、最後に他方の扉を開けることにより、高低差のある水路における船の行き来を可能にする。閘門はひとつの運河に1個だけとは限らず、むしろ高低差の激しい運河の場合、段階的に船の高度を上げていかねばならないためにいくつもの閘門が連続することが珍しくない。
閘門としてよく知られているものはパナマ運河のものである。また中国には、13世紀にクビライによって築かれた通恵河がある。アメリカ合衆国とカナダの五大湖・セントローレンス川水系には、スーセントマリー運河やウェランド運河といった閘門式運河がある。日本では埼玉県さいたま市に同様の構造の見沼通船堀（みぬまつうせんぼり）があり、これは日本最古の閘門とされる。また東京都内の小名木川にある扇橋閘門、茨城県稲敷市・千葉県香取市境の横利根閘門や三重県桑名市の長良川河口堰にも閘門がある。愛知県愛西市の船頭平閘門、富山県富山市の中島閘門は重要文化財に指定されている。名古屋市の松重閘門（現在稼動せず）は、東海道新幹線や東海道本線・名鉄名古屋本線（同線山王駅近く）からも見ることができる。関西では毛馬閘門（淀川）、尼崎閘門（尼崎港）が現役で稼動している。
閘門の扉は左右に観音開きに開閉するマイターゲートと、扉が上下に動くローラーゲートがある。マイターゲートは、扉が左右に開くため上部に構造物が無く背の高い船を通せるものであり、パナマ運河などで使われている。これに対しローラーゲートは、扉の開閉の際に水圧の影響が少なく、多くの水門と同じ形状である。

### 水の供給
水位差のない運河の場合はさほど問題にならないことが多いが、高低差のある運河の場合、その運河に水を供給するために貯水池が建設されることが多い。これは、閘門の開閉の際に高地から低地に対して水が流出するため、その不足した水量を補うためである。世界最大の閘門式運河であるパナマ運河の場合、周囲の山岳地帯にアラフエラ湖（マッデン湖）などの貯水池が作られ、運河上のガトゥン湖に水を供給している。貯水池のほかに、下の運河からポンプなどで水をくみ上げて使用する運河も存在する。

#### ギャラリー

閘門での水位調整の例
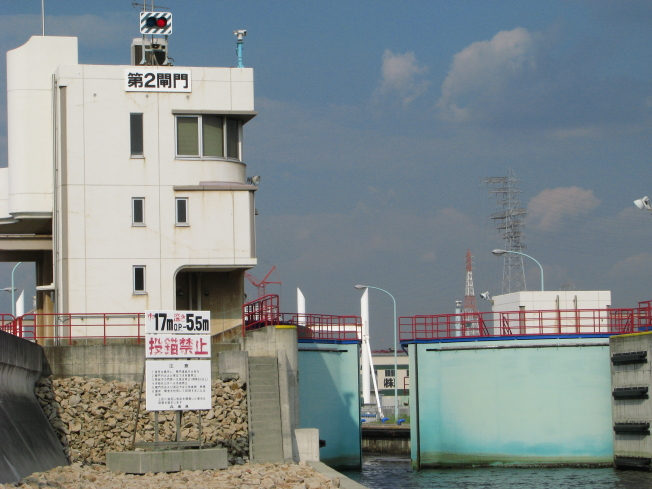
尼崎閘門（円弧状の水門が左右に開く）
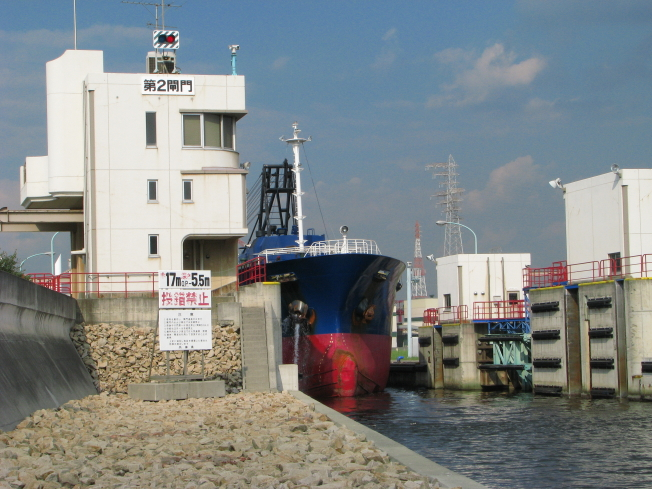
尼崎閘門から外海へ出る船
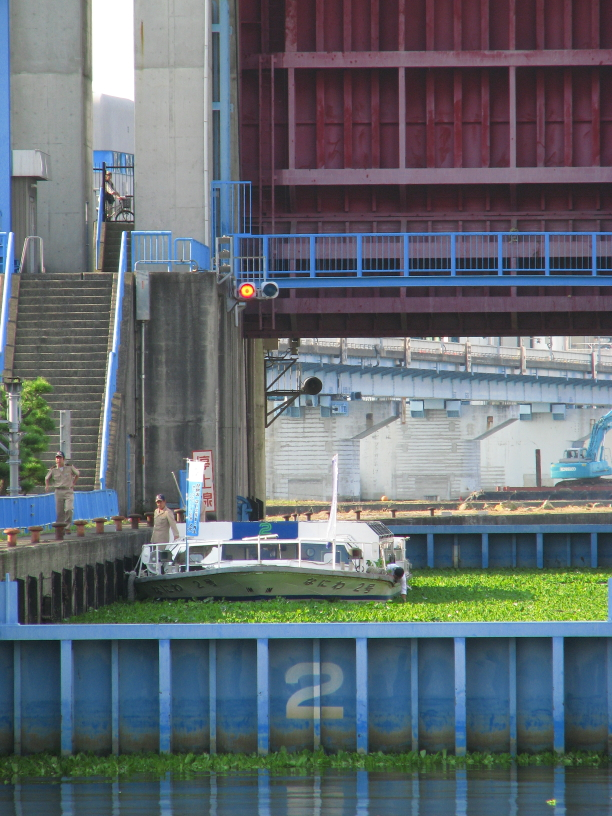
毛馬閘門に入ったアクアライナー（淀川本流より手前の大川の方が水位が低い）
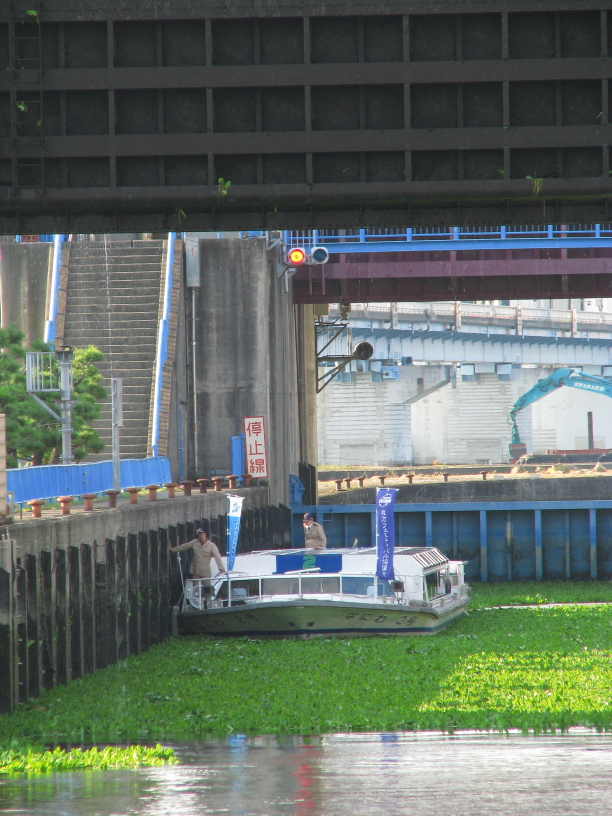
毛馬閘門で水位調整を終えて大川（旧淀川）に向かう

### インクライン

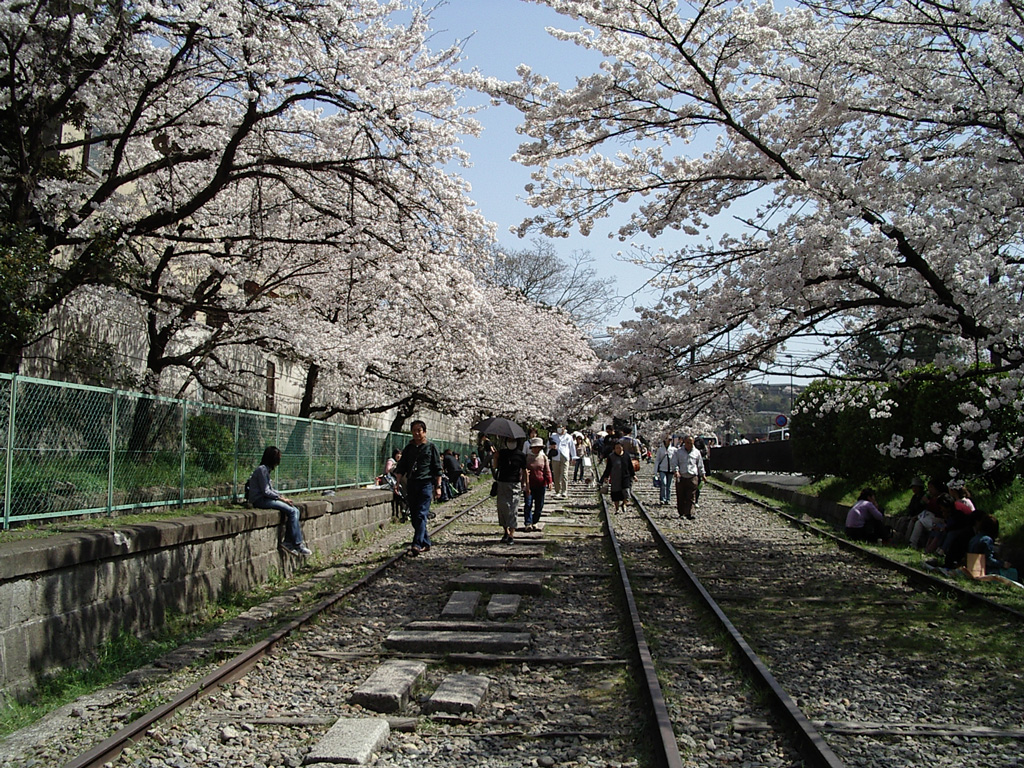
琵琶湖疏水における蹴上インクライン跡

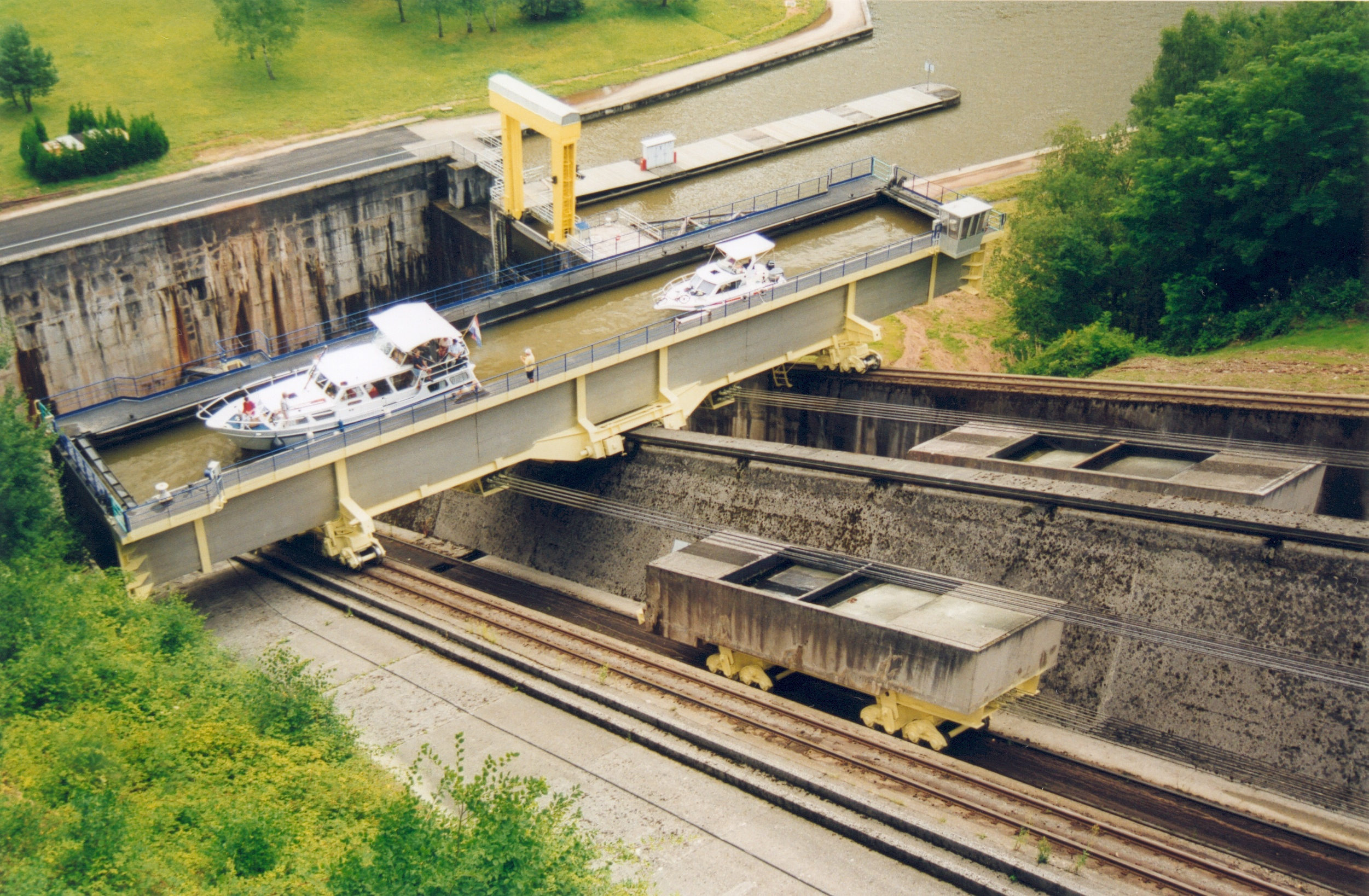
フランス、Arzvillerインクライン

インクラインは鋼索鉄道の一種であり、水運に関しては船を台車に収納し、台車全体を斜面に沿って引き上げることで水位差を吸収する設備である。タイプとしては船を水から引き上げて台車に収納する方式と、船を水槽に入れ、水に浮かんだままの状態で台車に収納する方式である。水から引き上げる方式の方が古くから使われているが、技術の進歩により後者の方式が開発されるとそちらの利用の方が多くなった。日本では水から引き上げる方式のものが琵琶湖疏水の蹴上、伏見に設置されていたが廃止された。日本以外ではイギリス、アメリカを始めフランス、ベルギーなどに設置され、現在も使用されているものもある。

### ボートリフト

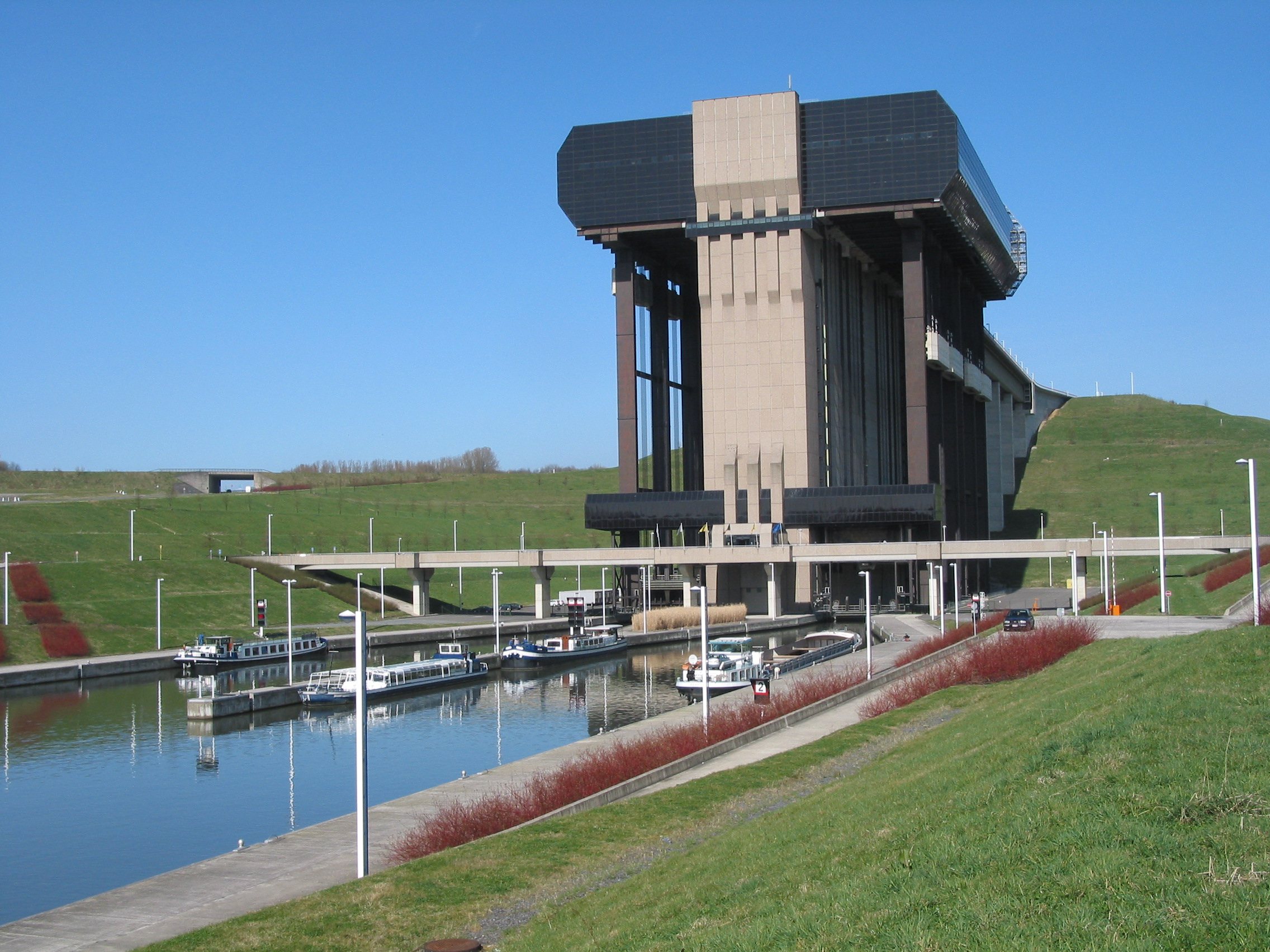
ベルギー、サントル運河のStrépy-Thieuボートリフト

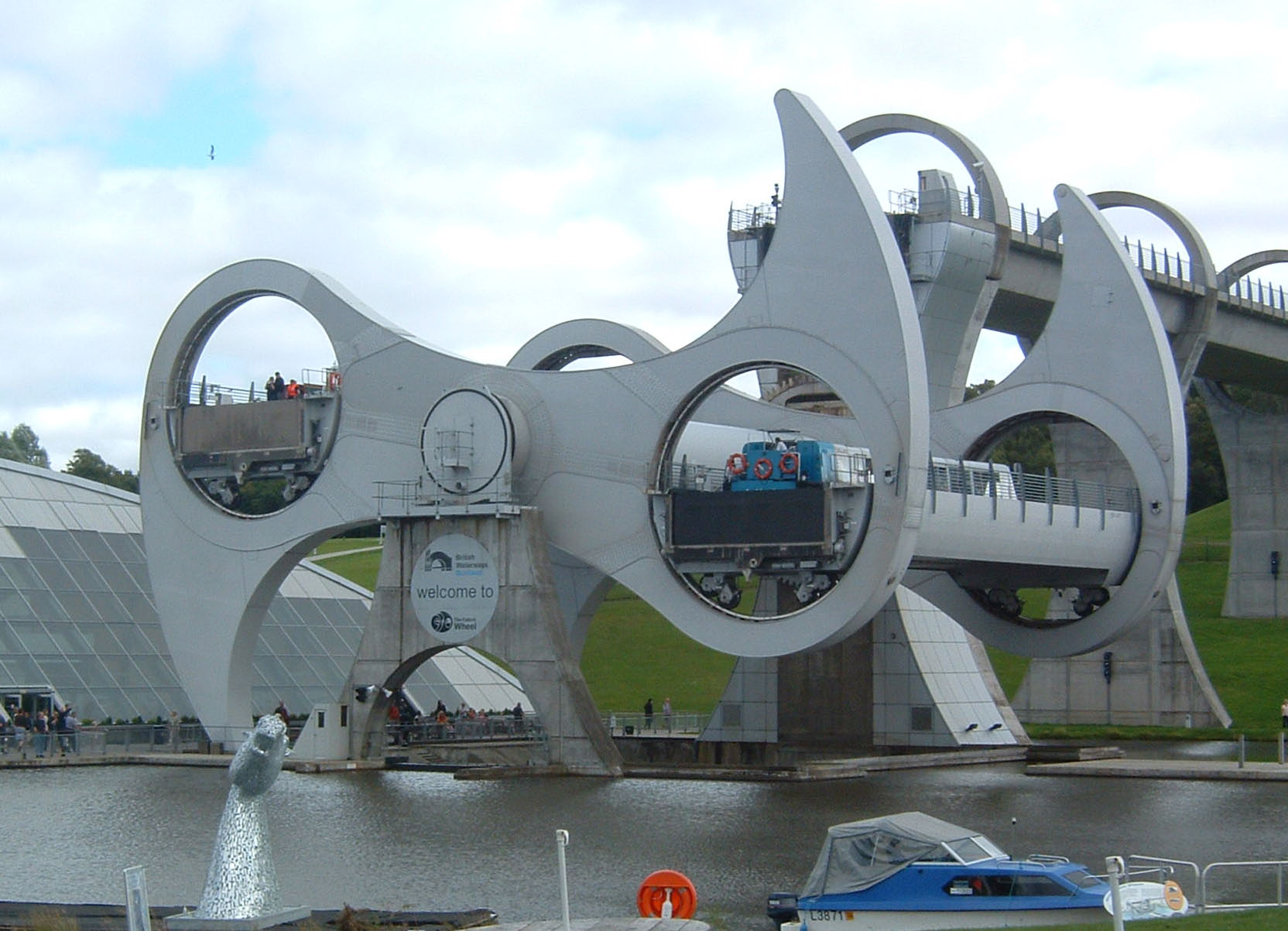
スコットランドのファルカーク・ホイール

船舶昇降機、シップリフト、運河エレベータと呼ばれることもある。インクラインからさらに進んで、船を水に浮かべた箱をエレベータのように垂直に昇降させることで水位差を吸収する。
古いものでは、1875年にイギリスの運河に建設されたアンダートンボートリフトや20世紀初頭にドイツのベルリン郊外に建設されたNiederfinowボートリフトがある。
近年のものでは、ベルギーのサントル運河（中央運河）に建設された ストレピ・ティウ・リフト(en)（2002年完成）がある。ストレピ・ティウ・リフトでは、高低差73mの運河に、1350tの船を収納し、水も含めると約8000tの重量を昇降させることができる巨大なリフトを2基備えている。これはユネスコの世界遺産にも登録されている一連の4つのボートリフトに代わり、高低差を一気に克服するものである。
また、スコットランドのフォース・アンド・クライド運河（en）にあるファルカーク・ホイール（2002年完成）は、回転運動により船舶を昇降させる、全く新しい形式のボートリフトであり、その奇抜な形状から観光客を集めている。

### 水斜面
勾配水路と可動式の水門を用いる方式として水斜面がある。

## 歴史

### 近代以前
エジプトでは紀元前2000年頃には地中海と紅海とを結ぶ運河建設が計画されていたとされ、紀元前480年頃それに代わるナイル川と紅海とを結ぶ運河が開かれることとなった。中国でも紀元前1000年頃から各地で小運河が開かれていたが、7世紀に隋が中国を統一すると積極的に運河を建設していくようになり、煬帝によって華北と江南を結ぶ大運河が完成するに至った。この運河は中国の南北を結びつけるまさしく大動脈となり、唐の繁栄の一因となるとともに、五代から宋にかけては黄河と大運河の結節点である開封に首都がおかれ、またこの運河の北端である北京に元代以降の歴代中国王朝の首都がおかれるようになるなど、中国の歴史を大きく変えた。
ヨーロッパにおいては、12世紀ごろより北イタリアで運河が盛んに建設されるようになった。1378年にオランダで閘門が発明されたが、この時はいまだ片扉のものであった。14世紀中盤には北イタリアで閘室が登場し、17世紀中盤以降はドイツやフランスなどヨーロッパ大陸西部で盛んに運河が建設されるようになった。1681年にはフランス南西部を走るミディ運河が完成し、これによってフランスは国内のみで大西洋から地中海までを結ぶ大量輸送ルートの確保に成功した。

### 運河時代
このミディ運河を視察したブリッジウォーター公フランシス・エジャートンは、帰国後自領にあるワースリー炭鉱から工業都市マンチェスターまで通じる運河の建設を計画し、1761年にはこれを完成させる。このイギリス最初の近代運河であるブリッジウォーター運河は大成功をおさめ、マンチェスターの石炭価格が半額に下落したうえに経費が大幅に節約でき、ブリッジウォーター公に莫大な利益をもたらした。これを見た各地の領主や企業家は競って運河の建設に乗り出し、1760年代から1830年代にかけてはイギリスにおいて運河時代と呼ばれる一時代が現出した。とくに1790年代前半には「運河熱」と呼ばれる運河建設・投資ブームが巻き起こり、急速に運河の建設が進んだ。この運河網の発達は安定した大量輸送を各地で確保し、産業革命を推進する大きな力の一つとなったが、各運河は各地の企業家や貴族が思い思いに建設したために規格が統一されておらず、航行できる船のサイズがまちまちであるなど障害も多かった。このため、1825年に最初の蒸気機関車による鉄道が開通するとすぐに鉄道網がイギリス全国に張り巡らされるようになり、運河は急速に重要性を低下させていった。
アメリカにおいても運河建設が各地で進められる中、1825年にハドソン川とエリー湖を結ぶエリー運河が開通した。この運河は五大湖水系とニューヨークを直接結ぶものであり、これによって五大湖周辺の開発は一気に促進され、また運河の出口に当たるニューヨークは内陸部と外洋を結ぶ港湾都市として急速に成長し、現在の世界都市となる基盤を築いた。次いで1848年にはミシガン湖とミシシッピ川の支流であるイリノイ川を結ぶイリノイ・ミシガン運河が建設され、これによってミシシッピ川と五大湖が直接結ばれたほか、ミシシッピ河口のニューオーリンズから五大湖沿岸のシカゴを通って大西洋岸のニューヨークまで、外洋を通らずに航行できる内陸水路ルートが完成し、アメリカ内陸部の開発に大きな役割を果たした。しかしこれも、積み替えの手間や冬季の氷結などの弱点があり、鉄道の延伸とともに重要性は低下していった。

### スエズ・パナマ運河の建設
ここまでの運河の発展は主に内陸運河であったが、19世紀中期に入ると技術の進歩により、大陸間の海運の障壁となっているスエズ地峡と中米地峡をバイパスする巨大運河の建設が構想されるようになっていった。1869年にはフランスのフェルディナン・ド・レセップスの手によってスエズ運河が開通し、これによってヨーロッパとアジア間の海運は劇的なまでに改善された。また、この運河を帆船で航行することは困難だったため、全盛期を迎えていた帆船はこの運河の開通以降急速に用いられなくなっていき、以後は汽船が完全に世界の海の主役となった。ついで中米地峡に運河が構想され、いくつかのルートが検討された結果パナマ地峡に運河が建設されることとなり、パナマ運河がアメリカの手によって1914年に開通した。これにより難所であったマゼラン海峡を大きく迂回せずともアメリカ大陸の東西の海運が可能になり、大西洋と太平洋間の航行が劇的に改善された。1959年には五大湖とケベックを結ぶセントローレンス海路が建設され、これによって世界工業の心臓部のひとつである五大湖沿岸まで直接外洋船が乗り入れることが可能になった。
ヨーロッパにおける内陸運河は鉄道の登場によって衰退し主要な交通手段ではなくなったものの、ヨーロッパにおいてはライン川やドナウ川などの大河川による水運がさかんであり、こうした河川交通の補助や連結の役割を果たすものとして運河は命脈を保ち続けた。アメリカにおいても、ミシシッピ川や五大湖に連絡するものを中心にいくつかの運河が生き残った。こうした運河においては、鉄道やトラック輸送に比べて優位性のある、金属や鉱石・石油といった重量のあるものや危険物・廃棄物などが主に輸送されている。とくにヨーロッパ大陸にいてはピレネー山脈・アルプス山脈以北の大河川はほとんど運河によって接続されており、大西洋から北海やバルト海、黒海に至るまでいまだ河川・運河の水路網によって通航が可能である。こうした運河網を維持するため、ヨーロッパ各国は1961年に水路の、1992年に水路を航行する船舶の分類と基準策定を行い、標準積載重量を1350tと定めた。そのサイズの船が航行できるよう、運河の改良がこれ以後各地で進められた。一方、イギリスにおいてはかつて建設された運河のほとんどはレジャー・観光用となっており、物流用にはほとんど使用されていない。これは、イギリスの運河は大陸のように各地の大河川を結ぶ役割を持たず、そのため幅が狭いものが多くて近代の産業需要にまったく応えられないものがほとんどのためである。

## 運河の例

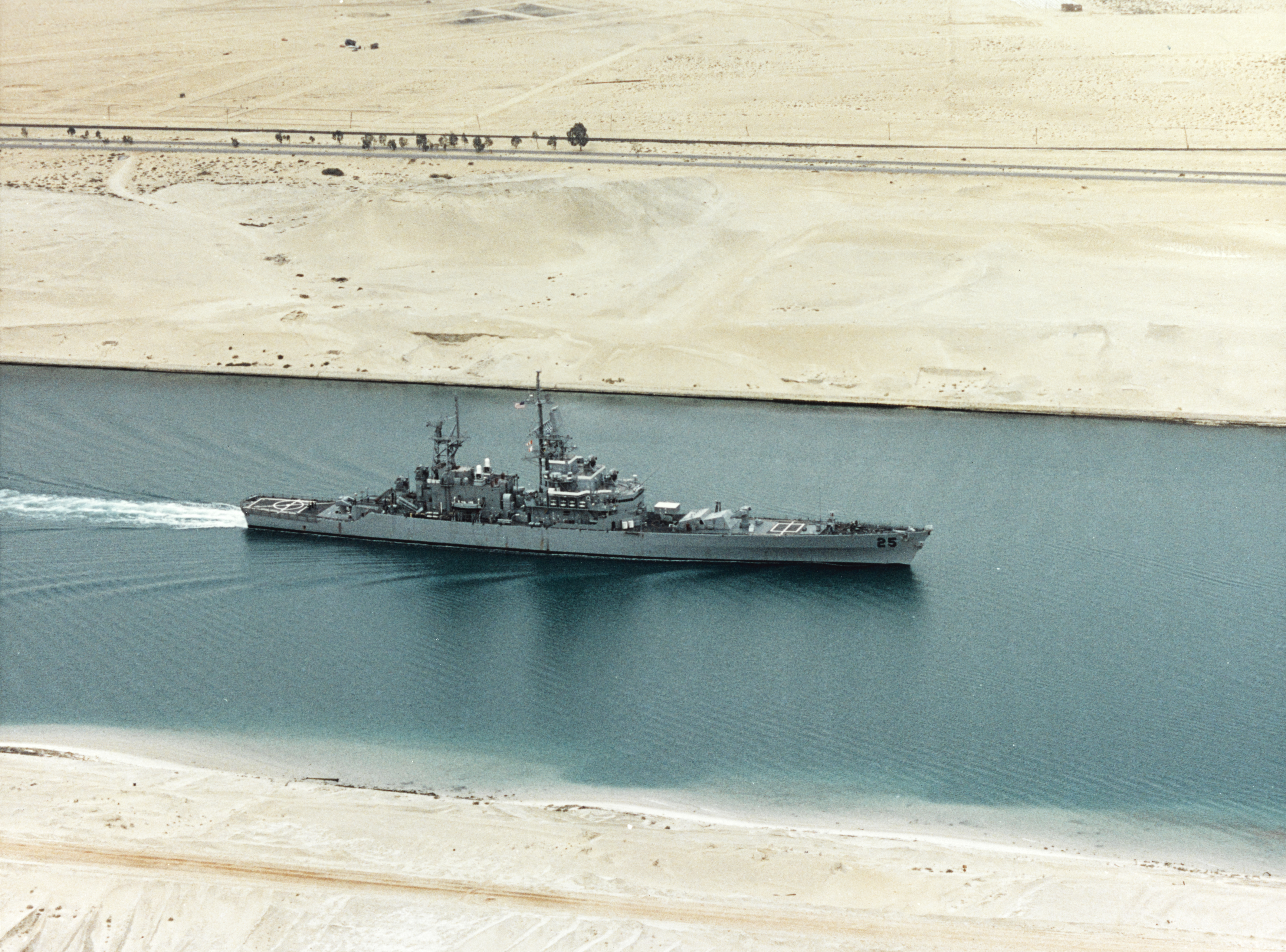
スエズ運河を航行するアメリカの原子力巡洋艦ベインブリッジ

### ヨーロッパ・ロシア
ヨーロッパでは、絶対王政を確立し中央集権国家が登場し始めた17世紀頃から近代的な運河の開削が活発になった。
ベルギー、オランダ、ドイツ北部にかけての地域では貨物船も航行可能な長大な運河網をもち、現在も物流の一翼を担っている。また、国際河川であるライン川とドナウ川を運河で接続することで、ヨーロッパの北側の北海から南東側の黒海の間まで貨物船の航行を可能にしている。ライン川の河口に位置するオランダのロッテルダム港は世界一の貿易量を誇り、ドイツのルール地方にあるジュイスブルク港は内陸港としては最大規模の積み替え量を誇る。ヨーロッパの貨物輸送に利用される運河では、運河用に作られた1,350tクラスの専用船を使用する。
ロシアもまた、ヴォルガ川など大河に設置した人造湖や運河を結ぶことでカスピ海からバルト海、黒海までを結ぶ水網を有している。ロシアでは冬季に運河が凍結するため、1年のうちでも輸送可能な期間が限られている。
ミッテルラント運河、ドルトムント・エムス運河など
ライン川下流域から東に伸び、ベルリンの東部、オーデル川まで接続する貨物船の航行可能な運河。この水網はさらに別の運河を通じて、航行可能な船舶は制限されるものの東はポーランドのワルシャワやウクライナのキエフ、西はフランス北東部を経由してパリまで通じている。古い時代の運河は貨物の運搬には使用できないが、その景観を活かして主に観光やレジャーに利用されている。
ライン・マイン・ドナウ運河
北海に注ぐライン川と黒海に注ぐドナウ川の間を結ぶ、貨物船の航行が可能な運河。1992年開通。
ドナウ・黒海運河
ドナウ川の下流にある。ドナウ川は下流で大きく迂回するため、ショートカットするように運河が開削されている。
コリントス運河
ギリシアのペロポネソス半島の根元を横断する運河。
サイマー運河
フィンランドのサイマー湖とフィンランド湾沿いのヴィボルグ（ロシア）を結ぶ運河である。旧来はロシア帝国領であったが、1940年のモスクワ講和条約でカレリア地峡とヴィボルグがソビエト連邦に割譲されたため、運河は分断され通航できなくなった。1963年にフィンランドが50年間租借する条約が結ばれ、2008年に年間の租借料を引き上げることを条件に、さらに50年間継続することで合意した。
キール運河
ユトランド半島の根元を横断する運河。
白海・バルト海運河
白海とバルト海を結ぶ運河。
ヴォルガ・ドン運河
黒海とカスピ海を結ぶ運河。
ヴォルガ・バルト水路
ドニエプル・ブク運河 (ベラルーシ)

### アメリカ

#### 北アメリカ
セントローレンス海路 (The St. Lawrence Seaway)
大西洋と五大湖を結ぶ。五大湖の途中にはナイアガラの滝を回避するウェランド運河がある。この運河系は、大型の外洋船舶の航行が可能であるため「海路」といわれる。日本語訳には「海路」の他に「水路」も存在する。
ニューヨークステートバージ運河（エリー運河）
1825年開通。ニューヨーク州を東西に横断し、ハドソン川とエリー湖を結ぶ。この運河により、ニューヨーク市に河口があるハドソン川を遡上し、オールバニ（州都）から運河に乗り換えてエリー湖北東岸のバッファローへと航行することが出来るようになり、ニューヨーク（大西洋）と五大湖が結ばれた。
イリノイ・ミシガン運河
1848年開通。イリノイ川とミシシッピ川を結ぶ。シカゴに河口があるイリノイ川を遡上し、運河に乗り換えてミシシッピ川に至ることが出来るようになったため、ニューオーリンズ（メキシコ湾）と五大湖が結ばれた。

#### 中央アメリカ
ニカラグア運河（計画中）
太平洋と大西洋を結ぶ運河としてパナマ運河が運用されているが、パナマの北部のニカラグアでも運河の建設が計画されている。

### アフリカ
パンガラン運河
マダガスカルにある。全長700ｋｍ。

### アジア

#### 中国
大運河
隋の時代に完成した長江と黄河を結ぶ総延長約 2,500km の運河。水運による物流が活発になったことで、後には運河の中継地に首都を置く王朝も現れた。
通恵河
元の時代にクビライによって築かれた、全長84kmに及ぶ閘門式運河。13世紀当時、草原の真っ只中にある湖にすぎなかった積水潭（せきすいたん）はこれによって海と結ばれ、元の首都である大都は国際的な貿易港へと発展した。
三峡ダム
長江流域に建設（2009年竣工）されたダム。運河ではないが、ダムには船舶を航行させるための閘門設備と、閘門とは別に大型のボートリフトを備え、閘門では 10,000t、ボートリフトでは3,000tまでの船舶が航行可能である。

#### 中央アジア
カラクーム運河
トルクメニスタンにある。カスピ海南岸から東へと伸びる。世界最長の運河。

### トルコ
イスタンブール運河（計画中）

### 日本
日本は、周りを海に囲まれており、時代の要請に合わせて海運が発達したため、川船のための運河を造るよりも河口の港同士を結ぶ海運航路が開発された。安土桃山時代にかけて治水能力が向上し、江戸時代にかけて、地方政権（藩）が各地に出来て資本集中と城下町建設（都市化）が発生したため、各地で河川改修や運河開削が行われ、川船流通が発達した。明治以降は、速く大量に物資を運ぶことが出来る鉄道が発達したため、近代的な運河は六大都市の大量物流に関わる部分や国際貿易港周辺に主に造られた。明治初期には河川水運を念頭において河川が整備され、それに伴い運河も整備されたが、明治中期以降は河川水運はほぼ放棄され、運河の重要性も低下した。それでも都市の沿岸部を中心に運河は命脈を保ち続けたが、昭和時代後期になると、トラック流通が発達したため、堀や運河を埋め立てて道路にする動きが活発化した。現在の街の幹線道路がかつての堀の跡だったところも多い。しかし21世紀に入ると、都市再開発の一環として運河周辺の環境整備を行い都市美観の向上や観光開発を図る動きが強まり、2008年には国土交通省が運河の魅力再発見プロジェクトを公募して運河再生への支援を実施した。
法的には、琵琶湖疏水が唯一運河法が適用される運河となっている。

#### 内陸水運
琵琶湖疏水 （滋賀県-京都府）
水道用、発電用として作られたが水運としても利用された。1894年に全通。第一疏水と第二疏水で多少長さが異なるが、いずれも8km前後。
高瀬川（京都府）
江戸時代初期の1614年に開通。京都の中心部と伏見を結ぶ約9.7km。
道頓堀 （大阪府）
大阪の中心部の繁華街にある有名な堀。江戸時代初期の1615年に開通。木津川と東横堀川を結ぶ約2.5km。

#### 外洋からの荒波を避け、物流の安定と集中を目的とした運河
貞山運河・東名運河・北上運河 （宮城県）
野蒜築港の建設に合わせて開削、または既存の水路を改修してできた運河群である。北上川河口から松島湾を経て阿武隈川河口までの仙台湾沿いにあり、岩手県の北上川水系、仙台平野の全ての水系、福島県中通りの阿武隈川水系など、多くの水系から川船のまま海船の拠点港に物流を集中させる目的で造られた。3つの運河を合わせた総延長は約44km。仙台港建設以前は約49kmあった。日本の運河の中では最も長い。
利根川（関宿～鬼怒川合流点）（千葉県・茨城県）
もともと利根川は東京湾に注いでいたが、関宿から東進して鬼怒川下流域と合流させるという事業が行われた（利根川東遷事業）。これは治水が主目的であったが、結果として東北東岸からの海運貨物を房総半島を回ることなく内陸水運にまわし、利根川を遡上して江戸川を下るというルートを開拓した。日本における初期の大規模運河事業のひとつであったとも言える。1654年の開通で、開削区間は約25km。
利根運河 （千葉県）
利根川と江戸川を結ぶ水運用の運河で1890年の開通。東北地方からの物資を東京に運ぶ際、房総半島を短絡する目的で造られた。日本初の西洋式運河。全長は約8km。

#### 内陸の物資を港へ運ぶための運河
富岩運河 （富山県）
河口より約3.1Km上流に、重要文化財指定され現在も運用中の中島閘門が、最上流部の富岩運河環水公園内（旧 船溜まり）には、国の登録有形文化財に登録され運用可能な牛島閘門がある。
中川運河 （愛知県）
半田運河 （愛知県）
尼崎運河 （兵庫県）
堀川運河 （福岡県）
堀川運河 （宮崎県）

#### 港の施設の一部。海船の係留地
小樽運河 （北海道）
秋田運河 （秋田県）
もとは雄物川。現在は秋田港の一部。

#### 海路（海船航路）の短絡路

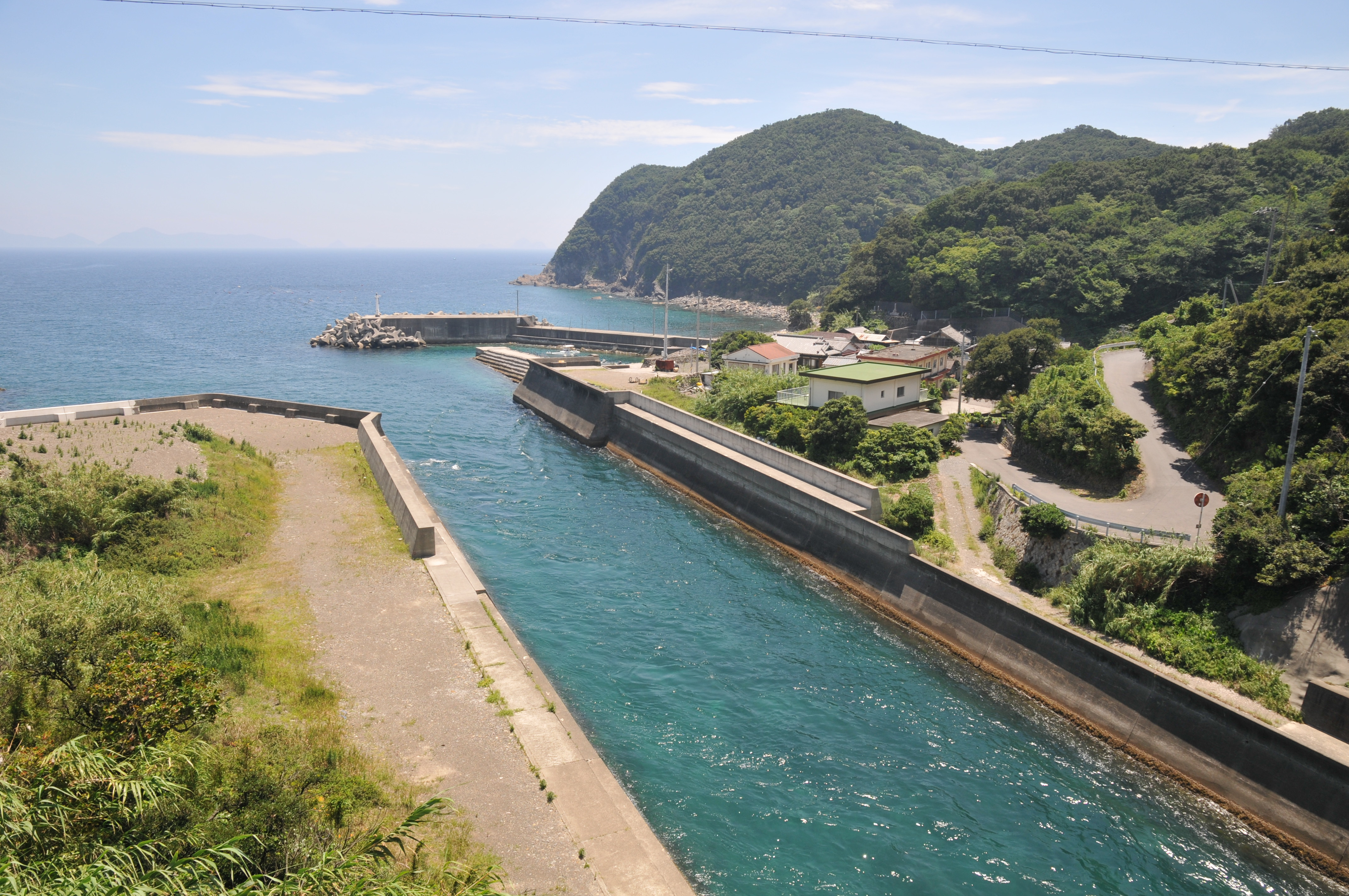
船越運河

音戸の瀬戸 （広島県）
平安時代末期に平清盛によって開削されたとの伝承がある。比較的古い時代の大規模な事業とされるが、人工で開削されたことの明確な物証はない。
万関瀬戸 （長崎県）
明治時代に旧海軍によって開削された。
船越運河 （愛媛県）
琵琶湖運河・陸奥湾運河
計画のみ。